# Amadio Remo
Amadio Remo (Giulianova, 1987. november 24. –)  olasz labdarúgókapus.

## Életútja
Pályafutását Delfino Pescara 1936 csapatában kezdte  2006–2008 között, majd az Andria és a Cassino együttesében védett. 2011-ben  Romániában a CFR Cluj együtteséhez került, majd az FC UTA Arad csapatában is szerepelt. Remót kétszer is kölcsönadták. A kapus szerződése 2015 nyarán lejárt előző csapatánál, azután a magyar harmadosztályú FC Tatabánya játékosa lett.